# Floris Smand
Floris Smand (Utrecht, 20 januari 2003) is een Nederlands voetballer die doorgaans speelt als centrale verdediger. In juli 2025 verruilde hij SC Cambuur voor CD Eldense.

## Clubcarrière
Smand speelde vanaf 2015 in de jeugdopleiding van SC Cambuur en tekende aan het einde van de voorbereiding op het seizoen 2022/23 zijn eerste professionele contract bij de club, tot medio 2024 (met een optie op een jaar extra). Twee dagen na het ondertekenen van deze verbintenis maakte de verdediger zijn officiële debuut in het eerste elftal, in eigen huis tegen Excelsior, dat door doelpunten van Marouan Azarkan en Julian Baas met 0–2 te sterk was. Smand mocht van coach Henk de Jong in de basisopstelling beginnen en werd dertien minuten na rust naar de kant gehaald ten faveure van Léon Bergsma.
Met Cambuur degradeerde hij in zijn eerste seizoen uit de Eredivisie. In de daaropvolgende zomer werd zijn contract opengebroken en verlengd, met opnieuw een optie op een jaar extra. In de Eerste divisie scoorde Smand voor het eerst als profvoetballer, toen hij op 6 november 2023 trefzeker was op bezoek bij TOP Oss, waarvan met 1–8 gewonnen werd. Smand verliet Cambuur in augustus 2024 op huurbasis; het Zweedse Västerås SK nam hem voor de rest van het kalenderjaar over, met een optie tot koop. Deze optie werd niet gelicht en in januari 2025 keerde Smand terug naar Leeuwarden. Na nog wat optredens vertrok de verdediger in juli van datzelfde jaar definitief bij Cambuur. Het Spaanse CD Eldense haalde hem transfervrij op en gaf hem een contract voor twee seizoenen.

## Clubstatistieken
| Seizoen | Club          | Competitie         | Competitie | Competitie | Beker | Beker | Internationaal | Internationaal | Nacompetitie | Nacompetitie | Totaal | Totaal |
| Seizoen | Club          | Competitie         | Wed.       | Dlp.       | Wed.  | Dlp.  | Wed.           | Dlp.           | Wed.         | Dlp.         | Wed.   | Dlp.   |
| ------- | ------------- | ------------------ | ---------- | ---------- | ----- | ----- | -------------- | -------------- | ------------ | ------------ | ------ | ------ |
| 2022/23 | SC Cambuur    | Eredivisie         | 23         | 0          | 1     | 0     | —              | —              | —            | —            | 24     | 0      |
| 2023/24 | SC Cambuur    | Eerste divisie     | 32         | 1          | 3     | 0     | —              | —              | —            | —            | 35     | 1      |
| 2024/25 | SC Cambuur    | Eerste divisie     | 2          | 0          | 0     | 0     | —              | —              | —            | —            | 2      | 0      |
| 2024    | → Västerås SK | Allsvenskan        | 6          | 0          | 0     | 0     | —              | —              | —            | —            | 6      | 0      |
| 2024/25 | SC Cambuur    | Eerste divisie     | 7          | 0          | 0     | 0     | —              | —              | 2            | 0            | 9      | 0      |
| 2025/26 | CD Eldense    | Primera Federación | 0          | 0          | 0     | 0     | —              | —              | —            | —            | 0      | 0      |
| Totaal  | Totaal        | Totaal             | 70         | 1          | 4     | 0     | 0              | 0              | 2            | 0            | 76     | 1      |

Bijgewerkt op 22 juli 2025.